# Arc System Works
Az Arc System Works (アークシステムワークス; Hepburn: Āku Shisutemu Wākusu) egy japán videójáték-fejlesztő és kiadó cég, amelyet 1988-ban alapított Kidooka Minoru. Az Arc System Works elsősorban a Guilty Gear és Blazblue játéktermi verekedős játéksorozatairól ismert.

## Játékaik

### Guilty Gearsorozat
- Guilty Gear — PlayStation (1998)
- Guilty Gear X — Naomi, Dreamcast (2000), PlayStation 2 (2001), Game Boy Advance (2002), PC (2003)
  - Guilty Gear X Plus — PlayStation 2 (2001)
  - Guilty Gear X Ver.1.5 — Atomiswave (2003)
- Guilty Gear X2 — Naomi (2002), PlayStation 2 (2003)
  - Guilty Gear X2 #Reload — Naomi (2003), PlayStation 2, Xbox, PC, PSP (2004)
  - Guilty Gear XX Slash — Naomi (2005), PlayStation 2, PSP (2006)
  - Guilty Gear XX Λ Core — Naomi (2006), PlayStation 2, Wii (2007)
  - Guilty Gear XX Λ Core Plus — PlayStation 2 (2008), PSP (2008), Wii (2009), Xbox 360, PlayStation 3 (2012)
  - Guilty Gear XX Λ Core Plus R — játékterem (2012), PlayStation Vita (2013)
- Guilty Gear Isuka — Atomiswave, PlayStation 2, Xbox (2004), PC (2005)
- Guilty Gear 2: Overture — Xbox 360 (2007)
- Guilty Gear Xrd: Sign — Sega RingEdge 2, PlayStation 3, PlayStation 4 (2014)
  - Guilty Gear Xrd: Revelator — Sega RingEdge 2, PlayStation 3, PlayStation 4 (2015)

### BlazBluesorozat
- BlazBlue: Calamity Trigger — Taito Type X2 (2008), PlayStation 3), (Xbox 360 (2009), PC), (PlayStation Portable (2010)
- BlazBlue: Continuum Shift — Taito Type X2 (2009), PlayStation 3), (Xbox 360 (2010)
  - BlazBlue: Continuum Shift II — Taito Type X2 (2010), PlayStation Portable), (Nintendo 3DS (2011)
  - BlazBlue: Continuum Shift Extend — PlayStation 3, PlayStation Portable, PlayStation Vita, Xbox 360 (2012)
- BlayzBloo: Super Melee Brawlers Battle Royale — DSiWare (2010)
- BlazBlue: Chronophantasma — Taito Type X2 (2012), PlayStation 3 (2013)
  - BlazBlue: Chronophantasma Extend — (Taito Type X2) (2014), (PlayStation 3, PlayStation 4, Xbox One, PlayStation Vita) (2015)
- BlazBlue: Central Fiction — (Taito Type X2) (2015)

#### Xblazesorozat
- Xblaze Code: Embryo (2013) (PlayStation 3, PlayStation Vita)
- Xblaze: Lost Memories (2015) (PlayStation 3, PlayStation Vita)

### Persona Arenasorozat
- Persona 4 Arena — Taito Type X2 (2011), PlayStation 3, Xbox 360 (2012)
- Persona 4: The Ultimax Ultra Suplex Hold — Taito Type X2 (2013), PlayStation 3 (2014)

### Under Night In-Birthsorozat
- Under Night In-Birth: Exe Late — (2014) (PlayStation 3)
  - Under Night In-Birth: Exe Late[st] — (2015) (Sega RingEdge 2)

### Dragon Ball Zsorozat
- Dragon Ball Z: Supersonic Warriors — Game Boy Advance (2004)
- Dragon Ball Z: Supersonic Warriors 2 — Nintendo DS (2005)
- Dragon Ball Z: Extreme Butōden — (2015) (Nintendo 3DS)

### Familysorozat
- Family Table Tennis — Wii (2008)
- Family Glide Hockey — Wii (2009)
- Family Pirate Party — Wii (2009)
- Family Mini Golf — Wii (2009)
- Family Slot Car Racing — Wii (2009)
- Family Card Games — Wii (2009)
- Family Grand Tennis — Wii (2009)
- Family Tennis SP — (2015) (Wii U)

### Egyéb játékok
- Double Dragon — Sega Master System (1988)
- Final Lap — NES (1988)
- Code Name: Viper — (1990) (Family Computer)
- Csijonofudzsi no óicsó — NES (1990) (Family Computer)
- Hisszatszu sigotonin — NES (1990) (Family Computer)
- Battle Commander: Hacsibusu sura no heihó — SNES (1991)
- Kjórjú szentai Zyuranger — NES (1992)
- Cyber Spin — SNES (1992)
- Battletoads — Mega Drive, Game Gear (1993)
- Suzuka 8 Hours — SNES (1993)
- Gaia Saver — SNES (1994)
- Virtual Open Tennis — Sega Saturn (1995)
- Exector — PlayStation (1995)
- Wizard’s Harmony — PlayStation, Sega Saturn (1995)
- Prismaticallization — Dreamcast, PlayStation (1999)
- Tanaka Torahiko no uru torarjú sógi — Dreamcast (1999)
- Digital Holmes — PlayStation 2 (2001)
- Fist of the North Star — Atomiswave (2005), PlayStation 2 (2007)
- Castle of Shikigami III — játékterem (2006), Wii, Xbox 360 (2007)
- Battle Fantasia — Taito Type X2 (2007), PlayStation 3, Xbox 360 (2008)
- Hoshigami Remix — Nintendo DS (2007)
- Hooked! Real Motion Fishing — Wii (2007)
- Sengoku Basara X — System 246 / System 256, PlayStation 2 (2008)
- Super Dodgeball Brawlers — Nintendo DS (2008)
- Tantei dzsingúdzsi szaburó DS — Nintendo DS (2008)
- Petit Copter — (2008) (Wii)[2]
- Animal Puzzle Adventure — DSiWare (2009)
- Okiraku szugoroku — Wii (2009)
- Jazzy Billiards — DSiWare (2009)
- Arcana Heart 3 — PlayStation 3, Xbox 360 (2011)
- Hard Corps: Uprising — PlayStation 3, Xbox 360 (2011)
- Nurarihjon no mago: Hjakki rjóuran taiszen — PlayStation 3, Xbox 360 (2011)
- Kjúkósa no sódzso— Nintendo 3DS (2012)
- Phi Brain: Kizuna no Puzzle — PlayStation Portable (2012)
- Chaos Code — PlayStation 3 (2012)
- Magical Beat (2013) (PlayStation Vita)
- Fantasy Hero: Unsigned Legacy (2014) (PlayStation Vita)
- Arcana Heart 3: Love Max!!!!! (2014) (PlayStation 3, PlayStation Vita)
- Tokyo Twilight Ghost Hunters (2014) (PlayStation 3, PlayStation Vita)
- Downtown nekkecu Kósinkjoku: Szorejuke daiundókai All-Star Special (2014) (PlayStation 3)
- Inferno Climber (2015) (PlayStation 4)[3]
- Skullgirls 2nd Encore (2015) (PlayStation 3, PlayStation 4, PlayStation Vita, Xbox 360, Xbox One, Microsoft Windows) (japán verzió)